# 四氢硒吩
四氢硒吩是一种有机硒化合物，化学式为C4H8Se。它需要在充氮的棕色瓶中保存。

## 合成
四氢硒吩可由灰硒和1,4-二溴丁烷为原料反应制得。硒和甲醛次硫酸氢钠在碱性溶液中反应，得到硒化钠，它再和1,4-二溴丁烷反应，得到产物。硒化物也可选用硒化钾，它可由硒、氢氧化钾和水合肼反应得到。需要注意反应需要隔绝氧气，否则硒化钠会被氧化为多硒化钠，产物中会带有二硒代环己烷等杂质。

## 反应
四氢硒吩和二氯化硒或二溴化硒反应在有机溶剂中反应，可以得到它的二卤化物，同时析出红硒：
它和五氯化铌、镁在二氯甲烷中反应，可以得到配合物[{NbCl2(THSe)}2(μ-Cl)2(μ-THSe)]。它和内盐C6H5I-C(NO2)2反应，可以得到C4H8Se-C(NO2)2。它和1-碘丁烷反应，可以得到1-丁基四氢硒吩碘化物。

## 拓展阅读
- Noyori, R. et al. Science of Synthesis, 39: Category 5, Compounds with One Saturated Carbon Heteroatom Bond – Product Subclass 4: Cyclic DIalkyl Selenoxides and Derivatives. 2008. doi:10.1055/sos-SD-039-01388.